# Shen Jingdong

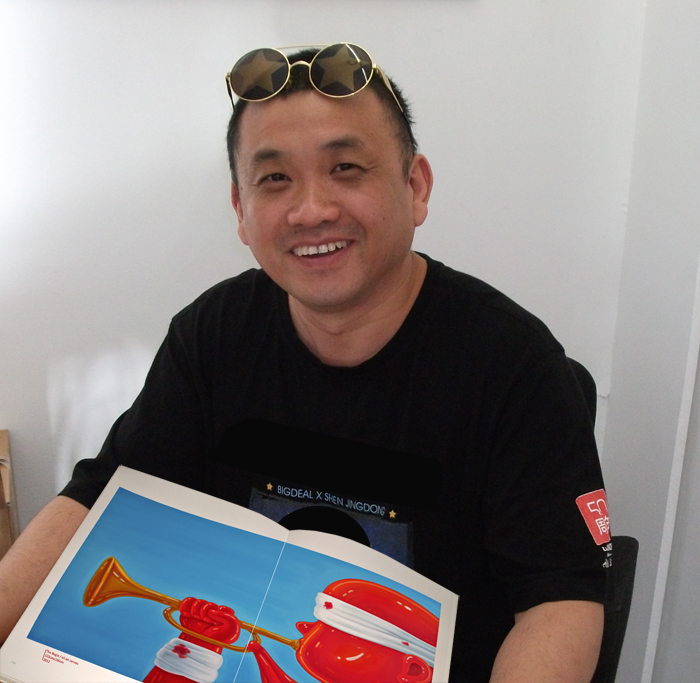
沈敬东 Shen Jingdong

Shen Jingdong (chinês simplificado: 沈敬东; chinês tradicional: 沈敬東; pinyin: Jìngdōng, Nanquim, 1965) é um pintor e escultor contemporâneo de Chinesa. Reside em Pequim e as suas obras sobre iconografia chinesa são muito conhecidas.
Estudou Belas Artes na Universidade de Nanquim Xiaozhuang e na Academia de Arte de Nanquim e após os seus estudos se enroló no exército chinês onde esteve metido no grupo de teatro até 2007.